# Les Aventures de Sinbad
Pour les articles homonymes, voir Sinbad.
Les Aventures de Sinbad (The Adventures of Sinbad) est une série télévisée canadienne en 44 épisodes de 45 minutes, créée par Ed Naha et diffusée entre le 28 septembre 1996 et le 24 mai 1998 sur le réseau Global au Canada et en syndication aux États-Unis.
Au Québec, elle a été diffusée à partir du 1er septembre 1997 sur Canal Famille, et en France à partir du 22 novembre 1998 sur M6 et rediffusée sur NRJ 12 à partir du 8 septembre 2007.

## Synopsis
Cette série met en scène les aventures du célèbre héros des contes arabes.

## Distribution
- Zen Gesner (VF : Serge Faliu) : Sinbad
- Jacqueline Collen (VF : Annabelle Roux) : Maeve (1996-1997)
- George Buza (en) (VF : Roger Lumont) : Doubar
- Tim Progosh (en) (VF : Jean-Loup Horwitz) : Firouz
- Oris Erhuero : Rongar, le muet
- Mariah Shirley (VF : Magali Barney) : Bryn (1997-1998)
- Julianne Morris (en) (VF : Emmanuelle Bondeville) : Rumina
- Wayne Robson : Dim-Dim
- Von Flores (en) : Tetsu

 Source et légende : version française (VF) sur RS Doublage

## Épisodes

### Première saison (1996-1997)
1. Le retour de Sinbad (The Return of Sinbad)
2. Les prisonniers (The Beast Within)
3. L'île aux statues (Still Life)
4. L'honneur d'un samouraï (The Ronin)
5. La petite sorcière (Little Miss Magic)
6. Le roi Firouz (King Firouz)
7. Le sacrifice de Maeve (The Ties That Bind)
8. L'Obélisque (Double Trouble)
9. Au pays du diable (Conundrum)
10. Le prince fantôme (The Prince Who Wasn't)
11. Le village des disparitions (The Village Vanishes)
12. Les tapis volants (Masked Marauders)
13. La vengeance de Vatek (The Ghoul's Tale)
14. La libération (The Rescue)
15. L'Œil de Kratos (The Eyes of Kratos)
16. Le Cyclope (The Bully)
17. Le Géant de Malagia (Monument)
18. Le mystificateur (Trickster)
19. Le chant des sirènes (The Siren's Song)
20. L'île du bonheur (Isle of Bliss)
21. L'Œuf de griffin (The Vengeance of Rumina)

### Deuxième saison (1997-1998)
1. La colère du monstre (The Sacrifice)
2. Sinbad contre les sept démons (The Return of the Ronin)
3. Un cœur contre l'éternité (Heart and Soul)
4. Le voyage en enfer (The Voyage to Hell)
5. Ali Rashid et les voleurs (Ali Rashid and the Thieves)
6. Le cadeau (The Gift)
7. La malédiction des Gorgones (The Curse of the Gorgons)
8. La pleine lune de Bassora (The Beast of Basra)
9. Uruk (The Monster)
10. Les passagers (The Passengers)
11. Une lumière tombée du ciel (The Invaders)
12. Le livre des druides (The Book of Before)
13. Une étrange épidémie (A City Under Plague)
14. L'impératrice éternelle (The Empress)
15. Le prince et les pirates (Castle Keep)
16. La légende du Griffon (The Gryphon's Tale)
17. Une créature dans la nuit (The Beast of the Dark)
18. La route de la justice (Survival Run)
19. Sinbad et les fourmis géantes (Stalkers)
20. Le Minotaure (The Minotaur)
21. Les Anneaux d'harmonie (The Guardians)
22. De l'enfer au paradis (Hell House)

## Personnages

### L'équipage duNomade
- Sinbad : Sinbad est le capitaine du navire marchand le Nomade. Le premier épisode de la série le voit revenir à Bagdad après deux ans d'absence, deux ans où on l'a présumé mort après le naufrage de son bateau. Il porte depuis un bracelet arc-en-ciel, mais ne sait pas pourquoi.
- Maeve : Maeve est une apprentie-sorcière et a pour maître Dim-Dim, qu'a bien connu Sinbad. Elle est dotée d'une très forte personnalité, ce qui rend sa relation avec Sinbad tendue lorsqu'ils se rencontrent pour la première fois...mais ça ne durera pas. Elle a pour but dans la vie, outre de retrouver Dim-Dim, de venger son frère et de combattre Rumina. Mais la seconde saison la voit tomber du Nomade en pleine tempête, et on saura qu'en réalité, c'est par la volonté de Dim-Dim de la protéger, car elle n'aurait pas été assez forte pour vaincre Rumina.
- Doubar : Doubar est le frère aîné de Sinbad. C'est lui qui l'a élevé quand leur mère est décédée.
- Firouz : Firouz est le scientifique de l'équipage. Il habitait à Bagdad avant de rejoindre le navire.
- Rongar : Rongar est un Maure muet et très bon lanceur de couteaux. Autrefois ami de Mustapha, il reste sur le navire quand celui-ci se fait tuer.
- Dermott : Dermott est le frère de Maeve, que Rumina a transformé en faucon.
- Bryn : Bryn est une apprentie sorcière amnésique qui porte le même bracelet que Sinbad. D'après Dim-Dim, c'est elle qui permettra à Sinbad de les retrouver lui et Maeve.

### Les méchants
- Turok : Turok est un mauvais sorcier, que Sinbad tue dans le deuxième épisode. Il est ressuscité par Scratch lors du dernier épisode de la saison 1, mais n'est pas réapparu ensuite
- Rumina : C'est la fille de Turok. Elle apparaît dans la première saison et cherche à venger son père. Elle hait et aime Sinbad à la fois, ce qui constitue sa faiblesse.
- Scratch : Scratch est un démon de la deuxième saison surtout. Il est hideux et veut l'âme de Sinbad.

### Les autres personnages
- Dim-Dim : Puissant sorcier, il est aussi le maître de magie de Maeve. Il est envoyé dans une sorte de dimension différente par Turok. C'est sa disparition qui va donner un fil conducteur à la série.
- Tetsu : Tetsu est un samouraï sans maître. Au début adversaire de Sinbad, ils finissent par devenir ami. Il porte un bracelet identique à Sinbad. Il apparaît dans un épisode de chacune des deux saisons.

## Annulation de la série
La série avait été renouvelée pour une troisième saison mais au dernier moment, l'un des financiers s'est retiré du projet et faute de nouveaux investisseurs, la série a été purement et simplement arrêtée.

## DVD
- Canada :

L'intégralité des épisodes est sortie en DVD en zone 1 au Canada chez l'éditeur Alliance Home Entertainment. Les deux saisons sont contenues dans deux coffrets distincts en version française et version originale non sous-titrée. Le format d'image est celui d'origine plein écran (1.33). Chaque coffret contient six disques pour un total de 22 épisodes chacun. Aucun bonus n'est présent sur les coffrets.